# Chinees-Surinaamse betrekkingen
Chinees-Surinaamse betrekkingen verwijzen naar de huidige en historische betrekkingen tussen China en Suriname. 
Tussen 2003 en 2006 werd het Vriendschapspark langs de Jagernath Lachmonstraat in Paramaribo aangelegd. 

## Geschiedenis

### Chinese contractarbeiders
Na de afschaffing van de slavernij in Brits- en Frans-Guyana, bleef een beperkt deel van de slaven op de plantages werken. Gealarmeerd door de leegloop van de plantages vroegen plantage-eigenaren in Suriname het gouvernement om arbeiders buiten Suriname te werven. De eerste groep bestond uit 18 Chinezen die in 1853 vanuit Java naar Suriname kwamen. Vier overleefden de reis niet door ziekte. Ze waren van tevoren niet gekeurd, waardoor enkelen ongeschikt bleken voor plantagewerk. De rest werd te werk gesteld op de gouvernementsplantage Catharina Sophia. Deze groep luidde de Chinese immigratie in. Door de hoge wervingskosten werd besloten om de tweede groep rechtstreeks in China te werven.
Bij elkaar zijn er 2.780 Chinezen naar Suriname gekomen in de periode tussen 1853 en 1869, van wie er tijdens de reis 153 overleden. Er waren weinig geboortes aan boord, omdat het vooral om mannen ging en verder om 214 vrouwen. Na een contract van vijf jaar mochten ze blijven – bijvoorbeeld onder beloning van een kostgrondje – of terugkeren. Ongeveer een derde deel van de  Chinezen, meer dan van de Hindoestanen en Javanen later, keerde terug, vooral vanwege de afwezigheid van Chinese vrouwen. In 1874 stelde China een verbod op contractmigratie in waardoor sindsdien geen Chinese arbeiders meer naar Suriname kwamen.

### 'Nieuwe Chinezen'
Vanaf de jaren 1990 zijn opnieuw grote aantallen Chinezen naar Suriname gekomen, vooral als gevolg van de aanbesteding van projecten die vanuit China worden ondernomen. Zij worden wel zoutwater-Chinezen genoemd. Het gaat om een gevarieerdere groep en hun taal is anders dan van de Hakka-Chinezen die een eeuw eerder naar Suriname kwamen. Zij werken vooral in sectoren die van belang zijn voor de Chinese vraag naar producten, zoals hout en mineralen, of in winkels door vrijwel geheel Suriname heen. In Paramaribo is een Chinese buurt en wordt een Chinese markt gehouden. Deze nieuwe Chinezen staan bekend als ijverig en gedisciplineerd. Ondanks hun bijdrage aan de ontwikkeling van Suriname, gaat een groot deel van hun verdienste terug naar China. Deze klacht werd niettemin in 1910 ook al geuit bij de eerste groep Chinezen. De kinderen van de nieuwe Chinezen volgen les in het Nederlands en gaan met andere Surinaamse kinderen naar school.
In 2013 president Desi Bouterse bij de Surinaams-Chinese vereniging Kong Ngie Tong Sang aan te willen afrekenen met de obstakels voor Chinese immigranten. Ambassadeur Yuan Nansheng klonk instemmend en noemde Suriname een goed land voor Chinezen om te kunnen integreren.

## Cultureel, economisch en regeringsniveau

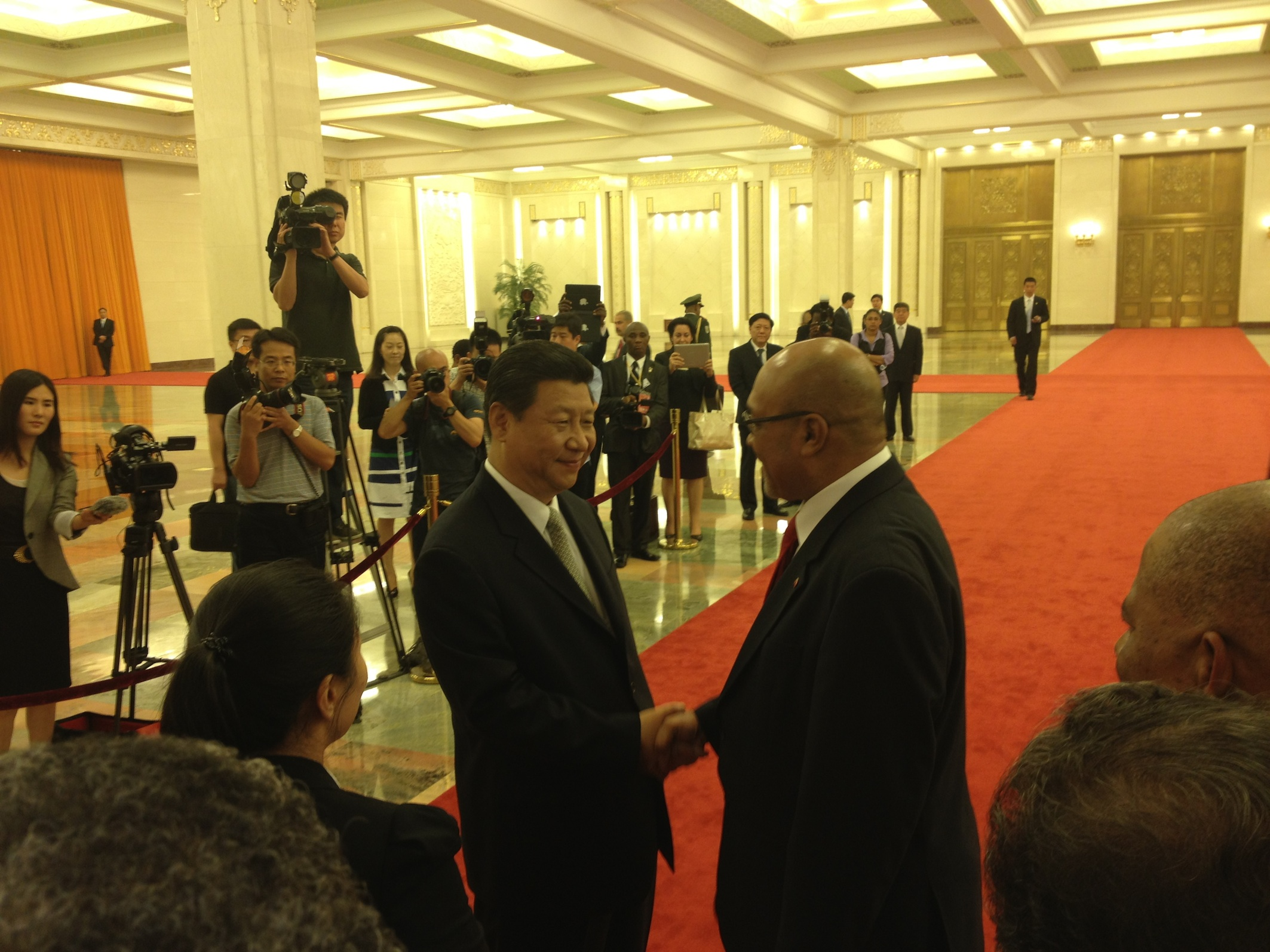
Presidenten Xi Jinping en Desi Bouterse, 2013

Er werden in oktober 1974 al voor de onafhankelijkheid banden ontwikkeld, toen de Communistische Partij van Suriname ter gelegenheid van de 25e verjaardag van de oprichting van de Volksrepubliek China het initiatief nam om de Suriname-China Friendship Association op te richten. Het doel ervan is de uitwisseling tussen de bevolking van beide landen te bevorderen.
China kondigde bij de viering van de Surinaamse onafhankelijkheid op 25 november 1975 aan een van de eerstvolgende landen te willen zijn om een nieuwe ambassade te openen. De samenwerking werd formeel betekend in mei 1976. De opening van de ambassade in Paramaribo gebeurde medio 1977. Het formele begin van diplomatieke betrekkingen tussen de beide landen wordt gevierd op 28 mei.
Suriname opende zijn ambassade in Peking tijdens de regering-Wijdenbosch in 1998. Onder de NDP-regeringen onder leiding van Desi Bouterse in de jaren 2010 werden de banden met China verder aangehaald. China groeide uit tot een van de grootste kredietverstrekkers van Suriname, met de bouw van meerdere bruggen en wegen, waaronder de Desiré Delano Bouterse Highway van 9,5 km lang voor een lening van 60 miljoen USD. In september 2021 zegde de Chinese telecomgigang Huawei Suriname toe te helpen bij het opzetten van e-Gov(ernment). Tijdens de Bouterse-regeringen van 2010 van 2020 bouwde Suriname een schuld op van 4 miljard USD, waarvan China met 537 miljoen dollar de grootste bilaterale schuldeiser is. Volgens Amerikaans wetenschapper Jared Ward uit Ohio zijn er veelal geen betere opties: "China geeft nog altijd de beste deals, met een lage rente zonder voorwaarden."
Tijdens de regering-Santokhi, sinds 2020, wordt de nauwe relatie met China voortgezet, waarmee China omgekeerd ook op steun van Suriname kan rekenen waaronder in de versteviging van de grip op Hongkong en het Een-Chinabeleid. Eind juni 2021 doneerde China 100.000 BBIBP-CorV-vaccins van het merk Sinopharm aan Suriname in de strijd tegen de coronacrisis. In mei 2022 schonk China Suriname een donatie van 1,4 miljoen US$ aan landbouwmateriaal.
Tijdens het staatsbezoek van president Chan Santokhi aan China van 11 tot 17 april 2024 noemde premier Li Qiang Suriname een strategische partner.

## Taiwan
Sinds 1971, nog voor de onafhankelijkheid, ondersteunt Suriname het Een-Chinabeleid van de Volksrepubliek China, en daarmee dat Taiwan (de Republiek China) er een onderdeel van is. De Kwomintang, de politieke partij achter de stichting van Taiwan als republiek, is ook in Suriname aanwezig (geweest) en had met Lam Foeng een  eigen krant. Begin 21e eeuw stimuleert de Suriname-Taiwan Friendship Foundation vriendschappelijke banden tussen Taiwan en Suriname.

## Missies
- 2013: President Desi Bouterse aan Peking
- 2024: President Chan Santokhi aan Peking

## Ambassades
- Ambassade van China in Suriname
- Ambassade van Suriname in China